# 10354 Guillaumebudé
10354 Guillaumebudé è un asteroide della fascia principale. Scoperto nel 1993, presenta un'orbita caratterizzata da un semiasse maggiore pari a 3,2177795 UA e da un'eccentricità di 0,0546222, inclinata di 13,38995° rispetto all'eclittica.
È intitolato a Guillaume Budé, umanista francese.